# 웨일스 사대고서

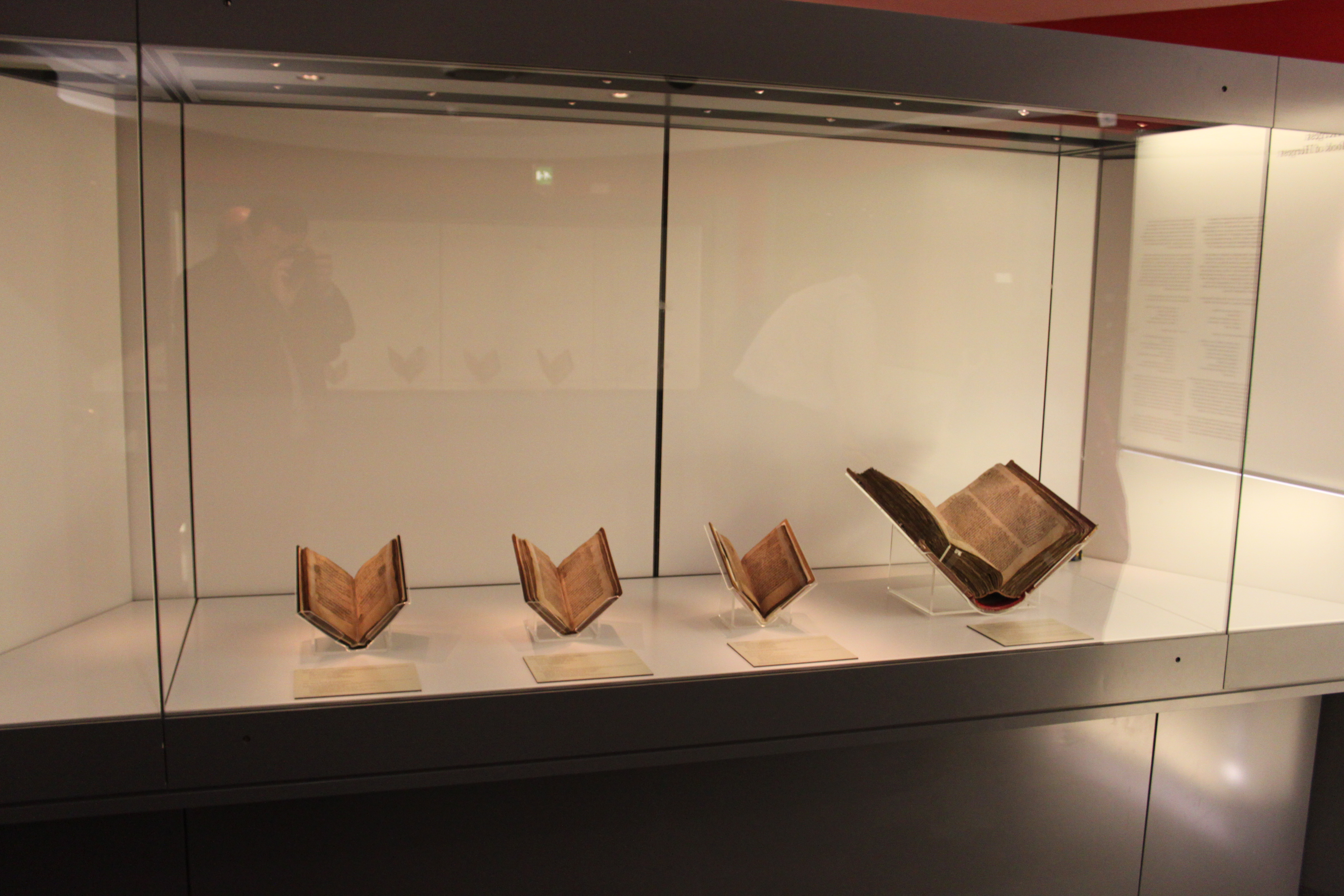
웨일스 국립도서관에 전시된 사대고서. 왼쪽부터 흑색서, 탈리에신서, 아네이린서, 적색서. 2013년 10월 12일에서 2-14년 3월 15일까지 전시되었다.

웨일스 사대고서(The Four Ancient Books of Wales)란 윌리엄 포브스 스킨이 고안한 용어로, 13세기-15세기에 중세 웨일스어로 작성된 네 개의 필사본을 일컫는 말이다. 이 필사본들은 다양한 운문과 산문의 보고이며, 그 내용은 작성된 당대 뿐 아니라 6세기-7세기까지 거슬러올라가는 것들도 있다. 때문에 아서 왕 이야기를 비롯한 웨일스 신화의 주요 문헌이다.
사대고서의 제목은 다음과 같다.
- 『카이르버르딘의 흑색서』(웨일스어: Llyfr Du Caerfyrddin 리브르 디 카이르버르딘[ɬivr diː kair'vərðin]
- 『탈리에신의 서』(웨일스어: Llyfr Taliesin 리브르 탈리에신[ɬivr tal'jesin]
- 『아네이린의 서』(웨일스어: Llyfr Aneirin 리브르 아네이린[ɬivr aneirin]
- 『헤르게스트의 적색서』(웨일스어: Llyfr Coch Hergest 리브르 코흐 헤르게스트[ɬivr koːx 'hergest]

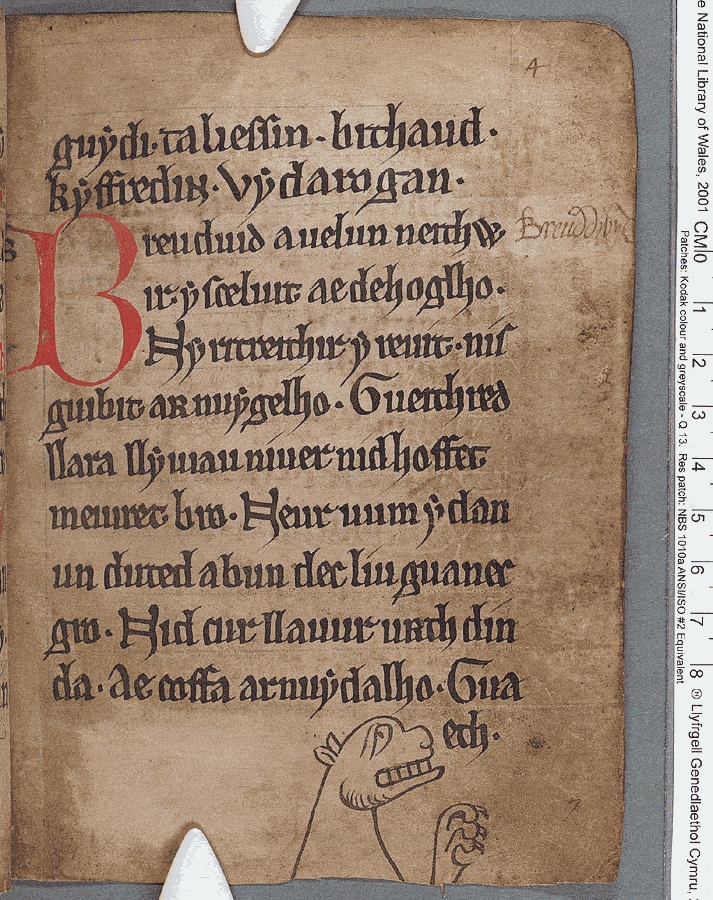
흑색서
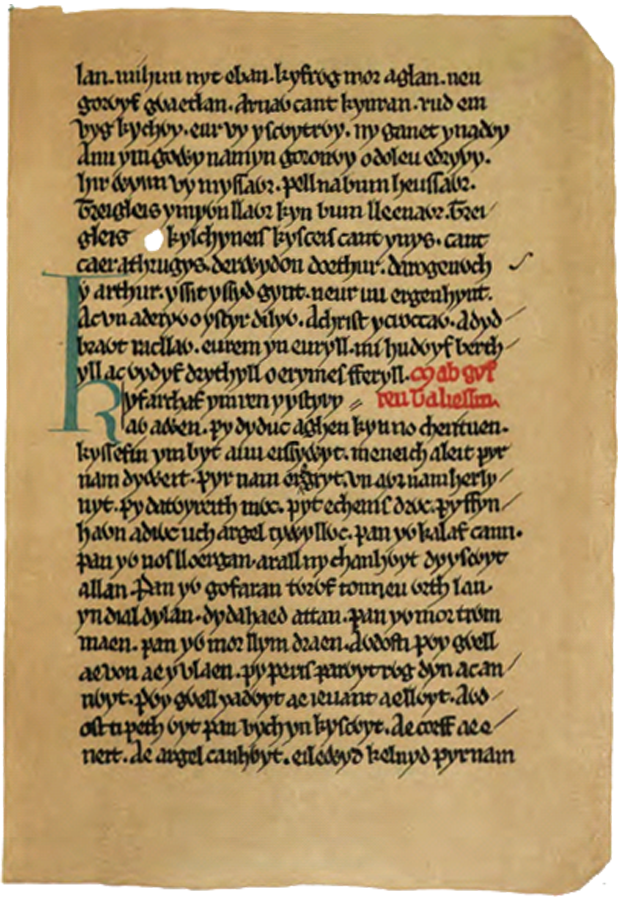
탈리에신 서
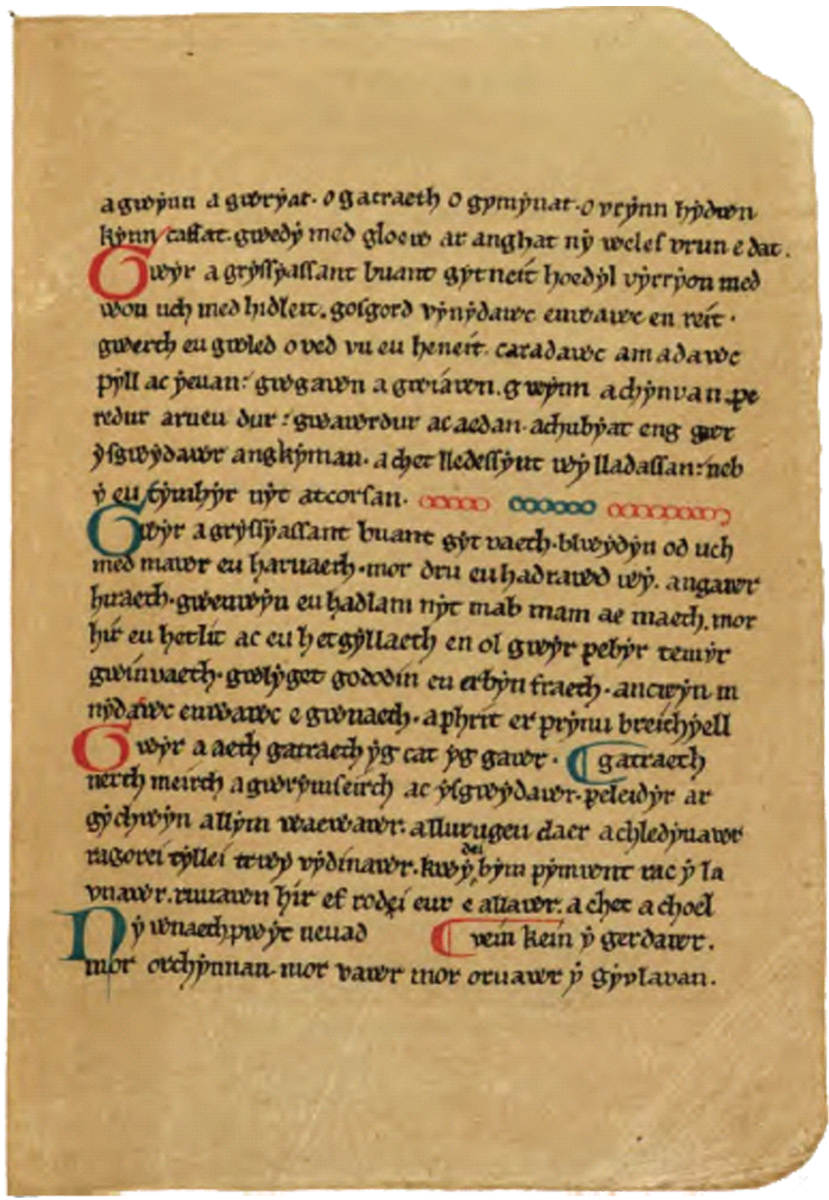
아네이린 서
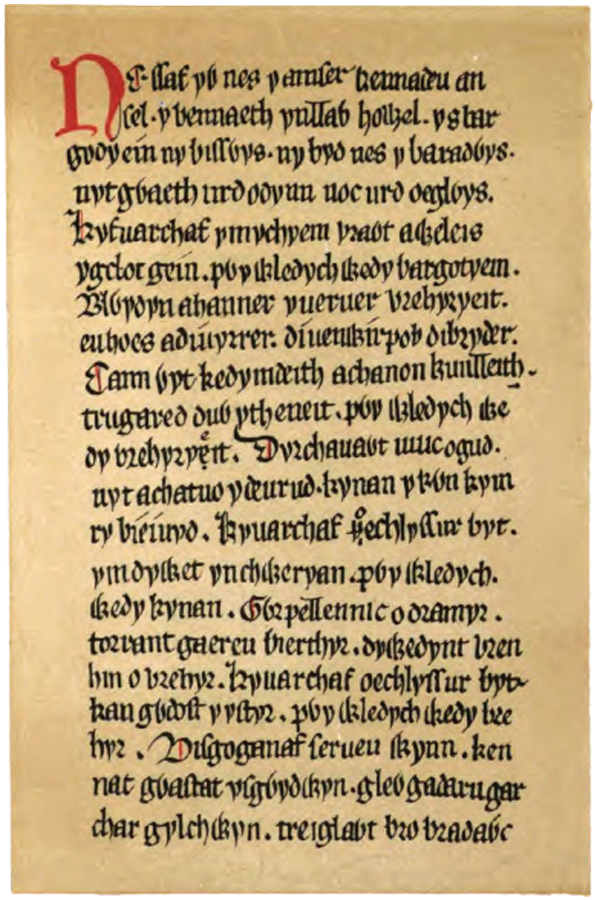
적색서